# Grimoald de la Purification
Grimoald de la Purification  (Pontecorvo, 4 mai 1883 - Ceccano, 18 novembre 1902) est un religieux passioniste italien reconnu bienheureux par l'Église catholique.

## Biographie
Fils aîné de cinq enfants, il naît à Pontecorco (province de Frosinone) le 4 mai 1883 de Pierre Paul Santamaria et Cécile Ruscio ; cordiers travaillant les fibres de chanvre pour en faire des cordes de différentes tailles qu'ils vendent sur les marchés. Il est baptisé le lendemain avec le prénom de Ferdinand. En 1890, il commence l'école primaire et fait sa première communion à huit ans, étant donné sa bonté particulière qui, aux yeux du curé, le distingue des autres. L'église est l'endroit préféré du petit Ferdinand, qu'il fréquente avec assiduité ; il ne peut s'empêcher de pleurer s'il ne peut y aller mais lorsqu'il est à l'église, rien ne peut le distraire. Agenouillé devant la statue de la Vierge, il ressemble aussi à une petite statue : immobile, les mains jointes, quoi qu'il arrive. Le vieux sacristain en a les larmes aux yeux. Ferdinand est attiré à l'église comme un aimant, il sert la messe comme servant d'autel avec une grande passion et il est toujours présent dans le chœur chantant de sa belle voix, restant longtemps dans une contemplation silencieuse et absorbée. Le curé n'est donc pas du tout surpris quand un jour, il voit Ferdinand, en extase devant l'image de la Madone. C'est un garçon réservé mais pas solitaire. Souvent, il enseigne le catéchisme à ses compagnons. Dans sa famille, tout le monde sait qu'il passe parfois une partie de la nuit à prier.
La vie austère menée par les passionistes dans le sanctuaire voisin de Notre-Dame de Grâce, qu'il fréquente souvent, semble être faite spécialement pour lui. Il en parle à sa famille, mais son père le pousse vers le métier de cordier pensant que ce n'est qu'un caprice d'adolescent. Ferdinand, étant l'ainé, doit continuer le travail de ses ancêtres. Son père essaye de le distraire, il lui achète un cheval et une charrette et l'envoie sur les foires et les marchés vendre des cordes, espérant qu'en se faisant de l'argent, l'idée du couvent lui sorte de la tête. Un soir, le garçon rentre du travail et trouve la porte de la maison fermée, il est forcé de dormir chez un voisin. Repensant à une telle sévérité, le père sent une boule dans sa gorge et veut pleurer. Lui aussi commence à comprendre ce que sa femme a senti depuis longtemps : son fils serait religieux.
Le garçon a maintenant seize ans et n'a pas changé d'avis, bien au contraire. Il a même anticipé l'étude du latin, de la grammaire et de la rhétorique, plus que jamais décidé de suivre sa vocation. Son maître est Don Antonio Roscia ; lorsqu'il était jeune homme, il avait essayé la vie du couvent mais en raison de sa santé, il fut obligé de retourner dans sa famille, tout en conservant son admiration et sa sympathie pour les passionistes. Ferdinand étudie la nuit à la lumière des bougies, récupérant près de trois ans d'études en quelques mois. Il surmonte l'ironie inévitable et facile de ses compagnons qui n'ont pas compris sa décision étrange. Finalement, le père cède, faisant confiance à sa femme : « Notre petit ne veut pas être cordier, son intérêt n'est que pour l'église ». Il l'accompagne à la gare d'Aquino pour lui donner sa bénédiction et un dernier baiser.
Le 15 février 1899, Ferdinand arrive à Paliano (province de Frosinone) pour commencer son noviciat. Le 5 mars suivant, il revêt l'habit religieux et prend le nom de Grimoald, en l'honneur de saint Grimoald de Pontecorco, le saint patron de sa ville natale. La vie du novice, faite de solitude, de prière et de mortification semblent avoir été précisément adaptées pour lui, il ressent une joie si intense qu'il ne l'avait jamais éprouvée auparavant. Les confrères plus âgés, ainsi que ses compagnons, remarque en lui un engagement constant à la perfection. Après la profession religieuse, Grimoald s'installe à Ceccano, toujours dans la province de Frosinone, où il reprend ses études classiques. Ensuite, vient l'étude de la philosophie et de la théologie pour se préparer au sacerdoce. Avec ténacité, il se penche sur les livres, désireux de se préparer à être un prêtre digne du Christ. Il accepte avec reconnaissance l'aide qu'un confrère, compte tenu des lacunes de sa formation reçue à Pontecorvo, il est montré par les professeurs comme un modèle pour ses compagnons. Bien que les étudiants aient très peu de contacts avec le monde extérieur, la renommée de Grimoald dépasse l'enceinte de la maison religieuse, même les personnes qui vivent autour du couvent remarquent sa bonté et se recommandent avec confiance à ses prières. Grimoald a une vénération particulière pour Gabriel de l'Addolorata, (vénérable à l'époque) et porte toujours sur lui une relique du saint.
Lorsque ses parents viennent lui rendre visite avec sa sœur Vincenzina, le jeune fils montré toute la joie pour sa vocation religieuse et toute sa gratitude pour l'éducation qu'il a reçue dans sa famille. Le 31 octobre 1902, au cours d'une promenade de l'après-midi autour du couvent, Grimoald ressent des douleurs soudaines et atroce dans la tête, accompagnées de vertiges et de troubles visuels. Il retourne au monastère et va immédiatement se coucher. Le jour suivant, jour de la Toussaint, il participe à la messe mais les malaises reviennent et il retourne se coucher. Le docteur est appelé, il diagnostique une méningite aiguë. Il meurt le 18 novembre 1902 à dix-neuf ans et demi ; selon les témoins de son décès, avant de mourir, son visage devient aussi brillant que le soleil, ses yeux fixés sur un point de la pièce. Ses parents diront avoir eu une apparition de leur fils le jour de sa mort.
Son corps est enterré dans le cimetière du village, mais en octobre 1962, il est exhumé et déplacé dans l'église du couvent passioniste de Ceccano. Son renom de sainteté se répand, de nombreuses prières exaucées sont attribuées à son intercession ; le pape Jean-Paul II le déclare vénérable le 14 mai 1991 et le béatifie le 29 janvier 1995.